# Marnixstraat 234-244
Marnixstraat 234-244 is een complex woningen in Amsterdam-Centrum. De Marnixstraat vormt hier de kade van de Lijnbaansgracht, de woningen worden van het water gescheiden door trambanen, fietspaden en rijweg. 
Aan het eind van de 19e eeuw was hier in de buurt de groente- en fruitmarkt (appeltjesmarkt) gevestigd. Dat trok kooplui aan maar ook commissionairs in die goederen. Om de kooplui en handelaren tot dienst te zijn werd hier een blokje van vier woonhuizen neergezet. De woningen zijn twee aan twee gebouwd, maar alle vier de panden laten een duidelijke binding zien met de groente- en fruitmarkt die hier was. De gebouwen hebben dezelfde indeling van de gebouwen verderop, een souterrain (voor stalling) met woning en daarboven nog twee woonetages. De noordelijkste twee huizen zijn met raambogen en een sierlijke houten dakplint soberder van uiterlijk dan de twee zuidelijke. Die worden gekenmerkt door een natuurstenen borstwering, ingesneden trapportalen met tegelwerken en daarboven twee kunstwerken met jaartal (anno 1894), natuurstenen blokjes boven de ramen, balkons en bewerkte dakplint. Alle vier de gebouwen hebben een dakkapel met hijsbalk. Tot slot is de achtergevel van het noordelijkste pand geen rechte hoek, maar een hoek van 45 C, zodat marktkarren er makkelijker langs konden.
De noordelijke gebouwen zijn of ontworpen door of gebouwd in opdracht van B.A. Grotegoed. Hij, Bernardus Alexander Grotegoed (1839-1921), was van origine koopman in groenten en fruit. Het was echter destijds gewoon, dat particulieren zelf een ontwerp konden inleveren en na goedkeuring van de gemeente dat vervolgens lieten bouwen. Hij heeft wel een aantal jaren in het gebouw gewoond.    
Dit soort woningen werd op grote schaal gesloopt tijdens renovatie en sanering van voormalige arbeiderswijken. De sloop ging zo hard, dat zij geheel uit het straatbeeld dreigden te verdwijnen. In de 21e eeuw wilde de gemeente dit soort woningen juist weer behouden. Een middel daartoe was ze tot gemeentelijk monument te bestempelen. De gebouwen zijn minstens een keer gerenoveerd